# Sergueï Beliavski
Pour les articles homonymes, voir Beliavski.
Sergueï Ivanovitch Beliavski (en russe : Сергей Иванович Белявский), né le 25 novembre 1883 (7 décembre dans le calendrier grégorien) à Saint-Pétersbourg et mort le 13 octobre 1953 à Leningrad, était un astronome soviétique/russe.
Il était membre de l'Académie des sciences soviétique. Il travaillait en astrophotométrie, en astrométrie et sur l'étude des étoiles variables. Il mourut à Saint-Pétersbourg (rebaptisée à l'époque Leningrad).
Il découvrit la comète brillante visible à l'œil nu C/1911 S3 (en), connue également selon la nomenclature de l'époque comme la comète 1911 IV ou la comète 1911g.
Il découvrit ou codécouvrit de nombreux astéroïdes.
Il observait à l'observatoire de Simeïz (Симеиз) en Crimée. Entre 1937 et 1944, Beliavski fut le septième directeur de l'observatoire de Poulkovo, où il succéda à Boris Guerassimovitch.

## Astéroïdes découverts
| (749) Malzovia      | 5 avril 1913      |                |
| (812) Adèle         | 8 septembre 1915  |                |
| (849) Ara           | 9 février 1912    |                |
| (850) Altona        | 27 mars 1916      |                |
| (851) Zeissia       | 2 avril 1916      |                |
| (852) Wladilena     | 2 avril 1916      |                |
| (853) Nansenia      | 2 avril 1916      |                |
| (854) Frostia       | 3 avril 1916      |                |
| (855) Newcombia     | 3 avril 1916      |                |
| (856) Backlunda     | 3 avril 1916      |                |
| (857) Glasenappia   | 6 avril 1916      |                |
| (885) Ulrike        | 23 septembre 1917 |                |
| (969) Leocadia      | 5 novembre 1921   |                |
| (978) Aidamina      | 18 mai 1922       |                |
| (981) Martina       | 23 septembre 1917 |                |
| (995) Sternberga    | 8 juin 1923       |                |
| (1001) Gaussia      | 8 août 1923       |                |
| (1004) Belopolskya  | 5 septembre 1923  |                |
| (1005) Arago        | 5 septembre 1923  |                |
| (1006) Lagrangea    | 12 septembre 1923 |                |
| (1031) Arctica      | 6 juin 1924       |                |
| (1062) Ljuba        | 11 octobre 1925   |                |
| (1065) Amundsenia   | 4 août 1926       |                |
| (1074) Beljawskya   | 26 janvier 1925   |                |
| (1084) Tamariwa     | 12 février 1926   |                |
| (1086) Nata         | 25 août 1927      | avec N. Ivanov |
| (1094) Siberia      | 12 février 1926   |                |
| (1118) Hanskya      | 29 août 1927      | avec N. Ivanov |
| (1153) Wallenbergia | 5 septembre 1924  |                |
| (1224) Fantasia     | 29 août 1927      | avec N. Ivanov |
| (1621) Druzhba      | 1er octobre 1926  |                |
| (1874) Kacivelia    | 5 septembre 1924  |                |
| (1984) Fedynskij    | 10 octobre 1926   |                |
| (2156) Kate         | 23 septembre 1917 |                |
| (3134) Kostinsky    | 5 novembre 1921   |                |
| (4509) Gorbatskij   | 23 septembre 1917 |                |